# Vauro
Vauro Senesi, conocido simplemente como Vauro (Pistoia, 24 de marzo de 1955) es un periodista, editorialista y dibujante italiano.

## Biografía
Vauro fue alumno de Pino Zac, con quien fundó en 1978 la revista humorística Il Male. Entre 1986 y 2006 trabajó de editorialista y viñetista de il manifesto, colaboración que prosigue todavía aunque de forma más esporádica. Sus viñetas han sido publicadas en importantes cabeceras italianas y de otros países: Satyricon, Linus, Cuore, I Quaderni del Sale, L'Echo des Savanes, El Jueves e Il Diavolo. Ha sido director del semanario satírico Boxer, colaborador del Corriere della Sera y de Smemoranda. En 1996 ganó el Premio de Sátira política de Forte dei Marmi. 
Aatualmente es viñetista y corresponsal de PeaceReporter.net y colabora con la ONG Emergency, ocupándose de la información y de la comunicación. Es miembro del Comité Central del Partido de los Comunistas Italianos.
En 1994 fue querellado por la senadora Maria Elisabetta Alberti Casellati por una viñeta publicada en el semanario Il Venerdì di Repubblica. También fue querellado el director responsable del periódico. Fue absuelto en 1998 con el tercer grado.
En 1997 fue condenado por difamación a la religión católica por el tribunal de Roma por una viñeta publicada en il Manifesto.
Desde el 14 de septiembre de 2006 es copresentador fijo junto con Marco Travaglio en la retransmisión televisiva del informativo Annozero, dirigido por Michele Santoro, en el que contribuye leyendo una serie de viñetas en los minutos finales de cada programa. Al final del mismo año, se une a la muestra de viñetas satíricas MafiaCartoon, organizada por la ARCI. En 2008 ha asistido a exposiciones de historietas, siempre en colaboración con la ARCI, en Sicilia.
El 15 de abril de 2009 fue despedido por la RAI por una viñeta (a la que se puede acceder aquí) acerca del terremoto en los Abruzos mostrada en la trasmisión de RAI 2 Annozero (en la que, con la frase "Aumento del especio. De los cementerios.", se explotaba la mortalidad causada por el seísmo para ironizar sobre el aumento de especio habitable previsto por el decreto Berlusconi) considerada «gravemente lesiva de los sentimentos de compasión por los difuntos y en contraste con el deber y la misión del servicio público».
Su suspensión causa diversas críticas, sea por parte de políticos como Dario Franceschini y Antonio Di Pietro, líderes respectivamente de Partido Democrático y la Italia de los Valores, como por gente fuera de la política, como Sabina Guzzanti y Beppe Grillo.